# Rally del Sherry de 1972
El Rally del Sherry de 1972 fue la cuarta edición y la decimoquinta ronda de la temporada 1972 del Campeonato de España de Rally. Se celebró del 20 al 23 de septiembre y contó con un itinerario de diecinueve tramos que sumaban un total de 215 km cronometrados. Organizado por las escuderías Real Club Automóvil de Andalucía, Automóvil Club Jerez contaron con la ayuda del popular copiloto inglés Henry Liddon en la confección del libro de ruta. La salida y la meta se realizó de nuevo en Jerez de la Frontera y el recorrido atravesaba las provincias de Cádiz, Granada, Málaga y Almería por lo general por caminos en mal estado e incluso por caminos forestales de arena. Los premios alcanzaban la cifra del millón de pesetas aportados principalmente por los productores de Jerez. Por primera vez la prueba se incluyó en el recién creado Campeonato Ibérico junto a otras tres pruebas: Vuelta a Madeira, Rallye del TAP y Rally España.
De los noventa y dos inscritos tomaron la salida setenta y dos y finalizaron solamente dieciséis. De nuevo muchos pilotos ingleses, gracias a los generosos premios en metálico. Tras disputar las pruebas cronometradas bajo diferentes condiciones climatológicas, sol, lluvia y nieve, el español José Manuel Lencina a bordo de un Porsche 911 S se adjudicó la victoria por delante de Salvador Cañellas con un SEAT 124 D menos potente que el de su rival y de Estanislao Reverter tercero con el Alpinche. En la cuarta plaza terminó el primer piloto extranjero el belga Noël Van Assche inscrito bajo el pseudónimo de Pedro que participó con un BMW 2002. Quinto fue Leopoldo Pérez de Villaamil con un SEAT 1430 y sexto la pareja inglesa formada por Russell Brookes y John Brown que corrieron con el peculiar Ford Escort Mexico MKI. Uno de los abandonos más destacados fue el de Julio Gargallo, ganador de la edición anterior y que luego de pelearse con Cañellas terminó abandonando por rotura del cambio en el penúltimo tramo. También por problemas mecánicos abandonaron Lucas Sainz Zapico y por salida de pista José Pavón, Ricardo Muñoz, Jorge Bäbler y los ingleses Ryan y Platt.

## Clasificación final
| Pos. | Piloto                      | Copiloto          | Automóvil              | Tiempo  | Diferencia |
| ---- | --------------------------- | ----------------- | ---------------------- | ------- | ---------- |
| 1.   | José Manuel Lencina         | "Picchi"          | Porsche 911 S          | 3:03:15 | 0.0        |
| 2.   | Salvador Cañellas           | Daniel Ferrater   | SEAT 124-1600          | 3:03:58 | +0:43      |
| 3.   | Estanislao Reverter         | Antonio Reverter  | Alpinche               | 3:07:31 | +4:16      |
| 4.   | «Pedro»                     | Eric Symens       | BMW 2002               |         |            |
| 5.   | Leopoldo Pérez de Villaamil | J. Fuentes        | SEAT 1430              |         |            |
| 6.   | Russell Brookes             | John Brown        | Ford Escort Mexico MKI |         |            |
| 7.   | Eric Jackson                | Norman Baguley    | Ford Escort RS 1600    |         |            |
| 8.   | Manuel Juncosa              | José María Palomo | SEAT 1430              |         |            |
| 9.   | Salvador González           | Ruiz              | Renault 12             |         |            |
| 10.  | Máximo Caturla              | Rubio             | SEAT 127               |         |            |